# Papa Alexandre VIII
Alexandre VIII, nascido Pietro Vito Ottoboni; (Veneza, 22 de abril de 1610 — Roma, 1 de fevereiro de 1691) foi o Papa da Igreja Católica e Soberano dos Estados Papais de 6 de outubro de 1689 até o dia de sua morte. Foi eleito Papa após intervenção do então Rei francês Luís XIV, tendo chegado a um acordo com esse rei acerca da liberdade galicana.
Foi moderado no governo do Estado pontifício. Diminuiu os impostos e fez concessões aos agricultores, e foi também responsável pela ampliação da Biblioteca Vaticana.

## Biografia

### Início da vida

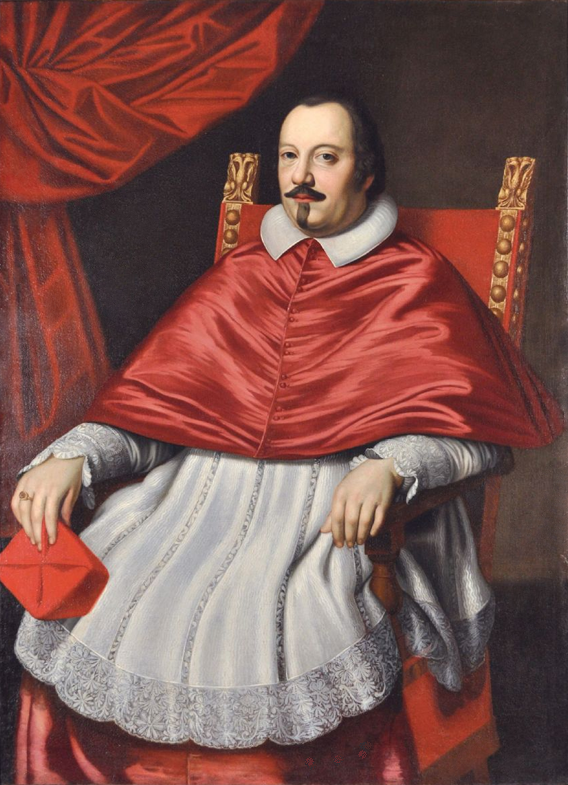
Cardeal Ottoboni antes de sua eleição.

Pietro Vito Ottoboni nasceu em 1610 de uma família nobre veneziana, e era o caçula de nove filhos de Vittoria Tornielli e Marco Ottoboni, grande chanceler da República de Veneza.
Seus primeiros estudos foram realizados com notável brilhantismo na Universidade de Pádua, onde, em 1627, obteve um doutorado em direito civil e canônico. Ottoboni foi a Roma durante o pontificado do Papa Urbano VIII e serviu como referendário da Assinatura Apostólica , e mais tarde serviu como governador das cidades Terni, Rieti ,Citta di Castello e Spoleto . Ele também atuou como auditor da Rota Romana Sagrada .

### Episcopado e cardinalato
O Papa Inocêncio X o nomeou cardeal e, em 1652, a pedido do governo veneziano, e foi nomeado cardeal-sacerdote de São Salvador em Lauro. Ele foi nomeado bispo de Brescia em 1654 e mais tarde recebeu consagração episcopal na igreja de São Marcos, em Roma. Ele passaria uma década tranquila em sua diocese. Ele optou por ser o cardeal-padre de São Marcos em 1660 e renunciou ao cargo de bispo de Brescia em 1664. Ottoboni também optou por se tornar cardeal-padre de Santa Maria além do Tibre em 1677 e mais tarde como cardeal-padre de Santa Praxedes em 1680. Mais tarde, tornou-se o cardeal-bispo de Sabina em 1681 e depois para Frascati em 1683. Sua última troca foi a de Porto-Santa Rufina em 1687.
Ottoboni também foi vice-reitor do Colégio de Cardeais de 1687 até sua eleição pontifical.

### Conclaves
- Conclave de 1655
- Conclave de 1667
- Conclave de 1669-1670
- Conclave de 1676
- Conclave de 1689 - Vice-Decano

## Pontificado

### Eleição papal

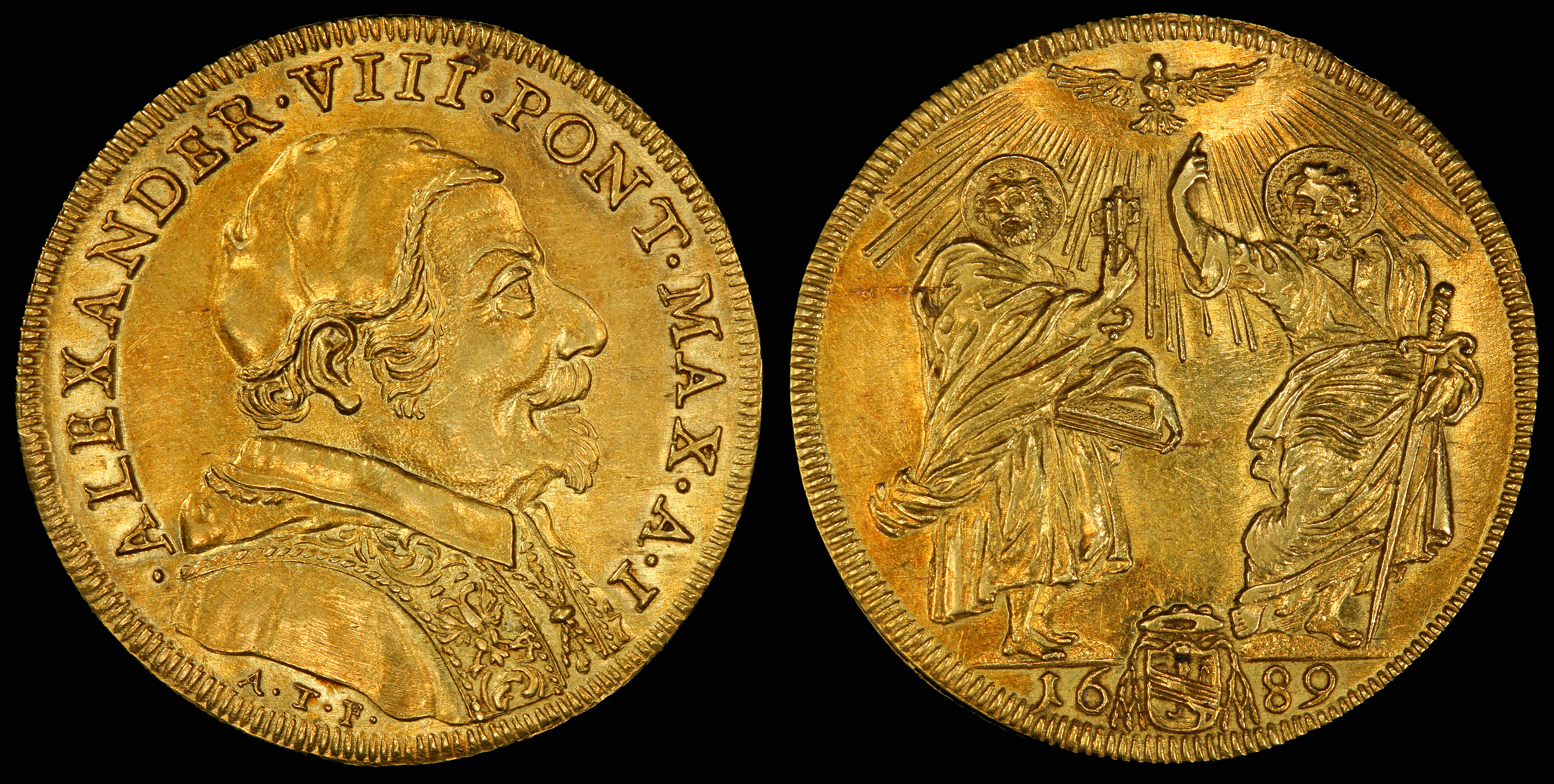
O papa Alexandre VIII retratou um scudo italiano quádruplo em ouro de 1689. São Pedro e Paulo no verso. Gravada por Antonio Travani, ourives e medalhista em Roma.

O embaixador do rei Luís XIV de França (1643-1715) conseguiu sua eleição em 6 de outubro de 1689, como sucessor do Papa Inocêncio XI (1676-1689); no entanto, após meses de negociação, Alexandre VIII finalmente condenou a declaração feita em 1682 pelo clero francês sobre as liberdades da igreja galicana.
Ele escolheu o nome pontifício de "Alexandre VIII" em agradecimento ao cardeal Flavio Chigi, sobrinho do Papa Alexandre VII, que também havia ajudado a apoiar sua candidatura. Ottoboni foi coroado pontífice em 16 de outubro de 1689 pelo cardeal Francesco Maidalchini e tomou posse da Arquibasílica de São João de Latrão em 28 de outubro de 1689.
Antigo, mas com uma constituição forte, Alexandre VIII era considerado um diplomata apto. Durante seu breve pontificado, ele conseguiu destruir a maior parte do bom trabalho de seu antecessor. Todo o dinheiro economizado por Inocêncio XI foi gasto no enriquecimento da família Ottoboni e, para um cardeal, ele disse: "Não tenho tempo a perder; para mim, o dia está quase terminando!".
Alexandre VIII era quase um octogenário quando eleito para o papado, que durou apenas dezesseis meses, durante os quais pouca importância foi realizada. Luís XIV, cuja situação política era agora crítica, beneficiado pelas disposições pacíficas do novo papa, devolveu Avignon a ele e renunciou ao há muito abusado direito de asilo da Embaixada da França.

### Controvérsias financeiras
Caridades em larga escala e nepotismo ilimitado esgotaram o tesouro papal, revertendo as políticas de seu antecessor. Entre as várias indicações, seu neto de 22 anos, Pietro, foi nomeado cardeal e vice-chanceler da Igreja, sobrinho Marco, filho de seu irmão Agostino, foi inspetor de fortificações navais e duque de Fiano, e o sobrinho Antonio, outro filho de Agostino, foi generalizado na igreja. Seu sobrinho Giovanni Rubin foi nomeado secretário de estado e bispo de Vicenza. Por compaixão pelos pobres dos empobrecidos Estados Papais, ele procurou ajudá-los reduzindo impostos. Mas essa mesma natureza generosa o levou a conceder às suas relações as riquezas que estavam ansiosas por acumular; em nome deles, e para o descrédito de seu pontificado, ele reviveu os escritórios sinecuros que haviam sido suprimidos por Inocêncio XI. Ele comprou os livros e manuscritos da rainha Christina da Suécia para a Biblioteca do Vaticano. Alexandre VIII ajudou sua Veneza natal, através de generosos subsídios na guerra contra os turcos, e também enviou sete galés e 2 mil de infantaria para a campanha na Albânia.

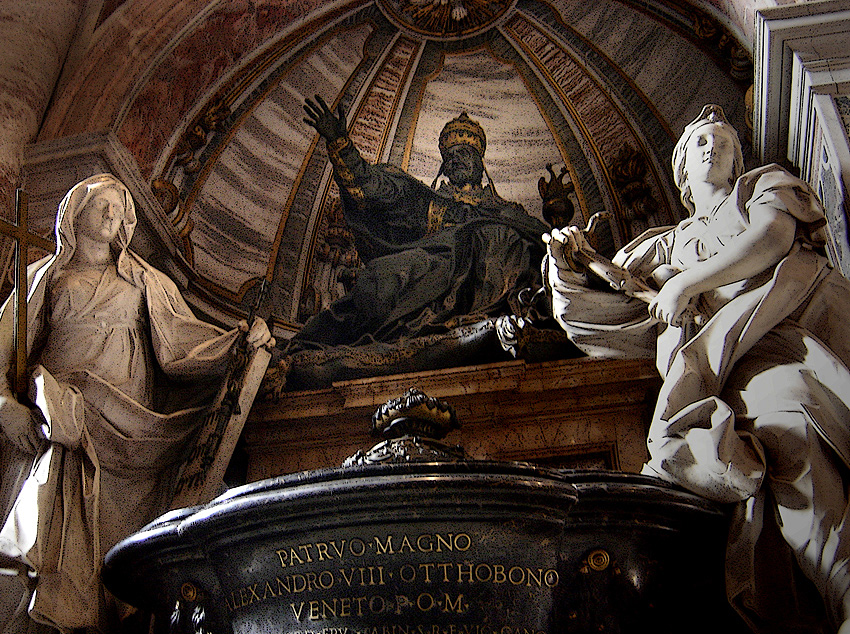
Túmulo de Alexandre VIII, Basílica de São Pedro

Em 1690, ele condenou as doutrinas do chamado pecado filosófico, ensinado nas escolas jesuítas. Ele também realizou três consistórios que viram 14 novos cardeais elevados.

### Beatificações e canonizações
Alexandre VIII confirmou o culto de Cunegunda da Polônia em 11 de junho de 1690, que serviu de beatificação. Em 16 de outubro de 1690, ele canonizou vários santos: SS. Pascoal Bailão, Lorenzo Giustiniani, João de Sahagún, João de Deus e João de Capistrano .

### Consistórios
O papa criou 14 cardeais em três consistórios e elevou indivíduos como seu sobrinho Pietro Ottoboni em uma restauração do nepotismo que não havia sido vista no reinado de seu antecessor.

### Morte e enterro
Alexandre VIII morreu em 1 de fevereiro de 1691. Sua grandiosa tumba em São Pedro foi encomendada por seu neto, cardeal Pietro Ottoboni, e projetada pelo conde Arrigo di San Martino. O baixo-relevo na base e as figuras laterais (1704) foram esculpidas por Angelo de 'Rossi, enquanto a estátua de bronze do papa foi lançada por Giuseppe Bertosi.
Em 16 de outubro de 1690, dia em que celebrou uma missa de canonização, percebeu-se que Alexandre VIII parecia relativamente lento e, portanto, parecia ter adoecido. Embora se levantasse a hipótese de que ele pudesse ter sofrido um pequeno derrame , seus médicos sugeriram que o papa descansasse, mas não tinham certeza do que exatamente havia causado a doença do papa. Em 20 de janeiro de 1691, o cardeal Forbin Janson informou ao rei Luís XIV que o papa estava gravemente doente e, em 22 de janeiro, que a sua condição se tinha deteriorado dramaticamente e que o seu sobrinho estava pessimista quanto às possibilidades do seu tio. Em 27 de janeiro, foi relatado que a gangrena havia se instalado enquanto Alexandre VIII se reunia com doze cardeais em 30 de janeiro. Alexandre VIII morreu às 16h do dia 1º de fevereiro de 1691, enquanto uma praga de Nápoles se espalhava por Roma, infectando o papa e acelerando sua morte.